# Chi Đen
Chi Đen (danh pháp khoa học: Cleidiocarpon) là một chi thực vật có hoa trong họ Đại kích

## Loài
Chi này gồm các loài sau:
1. Cleidiocarpon cavaleriei (H.Lév.) Airy Shaw - Vân Nam, Quý Châu, Quảng Tây, Việt Nam
2. Cleidiocarpon laurinum Airy Shaw - Thái Lan, Myanmar